# Rat der Republik (Niger)
Der Rat der Republik (französisch: Conseil de la République) ist ein staatliches Gremium in Niger. 
Das Gremium wurde mit der beim Verfassungsreferendum am 31. Oktober 2010 angenommenen neuen Verfassung Nigers geschaffen. Seine Aufgabe besteht darin, unter Respektierung der Verfassung und im Konsens Verfassungskrisen und politischen Krisen vorzubeugen und diese beizulegen. Laut Verfassung setzt sich der Rat der Republik aus folgenden Mitgliedern zusammen: aus dem Staatspräsidenten, der den Vorsitz innehat, dem Präsidenten der Nationalversammlung, dem Premierminister, den früheren Staatspräsidenten und Staatschefs sowie dem Anführer der Opposition.
Bei der konstituierenden Sitzung des Rats der Republik am 25. Oktober 2012 trafen sich unter dem Vorsitz von Staatspräsident Mahamadou Issoufou der Präsident der Nationalversammlung Hama Amadou, der Premierminister Brigi Rafini, die früheren Staatspräsidenten Mahamane Ousmane und Mamadou Tandja sowie der Oppositionsführer Seini Oumarou. Der frühere Staatschef Salou Djibo nahm nicht an der Sitzung teil.